# Stanley Lewis
Pour les articles homonymes, voir Lewis.
Stanley Lewis est un sculpteur, photographe et professeur d'art de renommée internationale né le 28 mars 1930 à Montréal. Il est décédé le 14 août 2006 à l'Hôpital général juif de Montréal.

## Formation
Stanley Lewis a été formé à l'École d'art du Musée des beaux-arts de Montréal par des artistes comme Arthur Lismer, membre du Groupe des Sept, et Jacques de Tonnancour. Il a terminé premier de sa promotion. Il a entre autres étudié à l'Instituto Allende de San Miguel, au Mexique, à l'atelier du maître florentin du marbre Maestro V. Gambacciani et à la colonie d'artistes à Ein Hod en Israël.

## Démarche
L'artiste a été un pionnier de l'estampe lithographique en couleurs au Canada. Il faisait appel à des matrices distinctes pour chaque couleur et à des encres transparentes pour des transitions graduelles. Stanley Lewis s'intéressait à la fois à l'art de la Renaissance italienne et à la sculpture inuite. Il a d'ailleurs séjourné pendant plusieurs hivers dans l'Arctique pour parfaire son art.

## Carrière
Quelques mois avant sa mort, Stanley Lewis continuait à créer dans son studio du boulevard Saint-Laurent de Montréal. Ses œuvres figurent dans de nombreuses collections privées et publiques comme celles du Musée des beaux-arts de Montréal, le Musée du Québec et le Musée des beaux-arts du Canada. Depuis les années 1950, ses sculptures et ses estampes sont également présentées dans des galeries et des musées à travers le monde dans des villes, notamment Paris, Florence, New York et Mexico.
Après la tuerie de l'École polytechnique de Montréal, en 1989, Stanley Lewis a d'ailleurs fait don d'une sculpture.

## Implication
Stanley Lewis a longtemps été responsable du département de sculpture du Saidye Bronfman Center School of the Fine Arts, à Montréal. Il a aussi enseigné au Musée des beaux-arts de la métropole québécoise ainsi qu'à l'Université McGill. Au début des années 1960, Stanley Lewis a été l'un des membres fondateurs de l'Association des sculpteurs du Québec qui est devenue, en 1978, le Conseil de la sculpture du Québec.

## Héritage
En 2007, deux sculpteurs, dont Eugène Jankowski, ont fondé l'Académie Stanley-Lewis à Montréal. 

## Collections
- Musée des beaux-arts de Sherbrooke
- Musée Laurier
- Musée national des beaux-arts du Québec, Québec[8]